# Alan Marshall (producteur)
Pour les articles homonymes, voir Marshall et Alan Marshall.
Alan Marshall (né en 1938) est un producteur de cinéma britannique.
Il travailla notamment sur les films dirigés par Alan Parker, de Bugsy Malone à Angel Heart.

## Filmographie
- 1976 : Bugsy Malone
- 1978 : Midnight Express
- 1980 : Fame
- 1982 : L'Usure du temps
- 1982 : Pink Floyd The Wall
- 1984 : Birdy
- 1987 : Angel Heart
- 1988 : Homeboy
- 1990 : L'Échelle de Jacob
- 1992 : Basic Instinct
- 1993 : Cliffhanger
- 1995 : Showgirls
- 1997 : Starship Troopers
- 2000 : Hollow Man